# Małocice
Małocice – wieś sołecka w Polsce położona w województwie mazowieckim, w powiecie nowodworskim, w gminie Czosnów.
W latach 1954–1959 wieś należała i była siedzibą władz gromady Małocice, po jej zniesieniu w gromadzie Czosnów. W latach 1975–1998 miejscowość administracyjnie należała do województwa warszawskiego.

## Historia
Wieś wzmiankowana w 1461, gdy biskup Bniński darował proboszczowi z Łomny dziesięcinę z Małocic. Wieś wówczas leżała w kluczu żbikowskim dóbr biskupich. 
Wieś szlachecka położona była w 1580 roku w powiecie warszawskim ziemi warszawskiej województwa mazowieckiego.
28 sierpnia 1944 żołnierze Grupy AK „Kampinos” podjęli próbę obrony mieszkańców Małocic przed niemieckimi rekwizycjami. Niewielka potyczka przerodziła się rychło w zacięty bój z udziałem lotnictwa, artylerii i broni pancernej. Kilka dni później Niemcy wymordowali blisko 80 mężczyzn z Małocic.
W 1954 podczas zbierania złomu przez uczniów miejscowej szkoły, od niewypału zginęło 10 dzieci.

## Wspólnoty wyznaniowe
- Kościół rzymskokatolicki:
  - kaplica Podwyższenia Krzyża Świętego filialna w parafii Matki Bożej Szkaplerznej w Kazuniu
- Świadkowie Jehowy:
  - zbór[12].

## Oświata
- Zespół Szkół Publicznych[13]